# Takaungu
Takaungu – miasto w Kenii, w hrabstwie Kilifi. 
Według danych ze spisu powszechnego w 2019 roku liczyło 8452 mieszkańców – 4164 mężczyzn i 4288 kobiet.